# 6734 Benzenberg
6734 Benzenberg là một tiểu hành tinh vành đai chính với chu kỳ quỹ đạo là 1891.1838054 ngày (5.18 năm).
Nó được phát hiện ngày 23 tháng 3 năm 1992.